# Marius Jacob

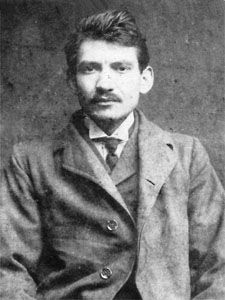
Marius Jacob, 1905

Alexandre Marius Jacob (Marseille, 29 september 1879 - Reuilly (Indre), 29 augustus 1954), was een Frans anarchist, die als “meester-inbreker” het illegalisme in praktijk bracht door rijken te beroven ten voordele van armen.  

## Leven

### Vroege leven
Alexandre Marius Jacob (hij zou op latere leeftijd bij voorkeur zijn tweede voornaam Marius gebruiken) werd geboren als zoon van een drankzuchtige oud-matroos en bakker, die afkomstig was uit de Elzas. In de havencafés van Marseille droomde hij weg bij de reisverhalen van zijn vader en diens kornuiten. Op zijn elfde werd Jacob aangenomen als scheepsjongen op de ‘grote vaart’. Na vele ontberingen deserteerde hij op zijn dertiende te Sidney van zijn schip en ging een tijdje werken op een walvisvaarder, om twee jaar later via een Engels handelsschip terug te keren naar Marseille. 
Jacob begon daarna te studeren om koopvaardij-officier te worden, maar zijn slechte gezondheid dwong hem een leven als zeeman op te geven. Hij ging in de leer als typograaf. Nadat een van de drukkers hem geregeld meenam naar sociaal-revolutionaire bijeenkomsten, begon hij de werken van anarchistische auteurs te lezen en werd hij een strijdbaar anarchist. Hij deelde pamfletten uit en nadat hij opgepakt werd voor het vervaardigen van explosieven belandde hij voor zes maanden in de cel. Na zijn vrijlating kwam hij moeilijk weer aan het werk omdat de politie potentiële werkgevers telkens informeerde over het feit dat hij gevangen had gezeten. Toen de politie vervolgens ook een inval deed bij zijn moeder en haar verlovingsring meenam, “omdat die wel gestolen zou zijn”, was voor Jacob de maat vol: hij schaarde zich definitief bij de ‘vijanden van de maatschappij’.

### Inbraken
Marius Jacob onthield zich voortaan van elke politieke actie of gewelddaden, maar ontwikkelde zijn eigen versie van het anarchisme, dat hij het "vreedzaam illegalisme" noemde: in een onrechtvaardige samenleving moesten de rijken "onteigend" worden ten voordele van de armen. In tegenstelling tot andere illegalisten, die meestal roofovervallen pleegden, wilde hij daarbij geen geweld gebruiken. Hij nam toevlucht tot inbraken.  
In 1899 pleegde Jacob zijn eerste inbraak, bij een bank te Marseille. In totaal zou hij later van meer dan 150 inbraken worden beschuldigd, maar het werkelijke aantal kan veel groter zijn geweest. Hij beroofde banken, kerken, juweliers, rijke particulieren (in kastelen), maar bijvoorbeeld ook bij het casino van Monte-Carlo. Jacob ging bij zijn inbraken steeds uiterst methodisch te werk. Hij ging bijvoorbeeld werken als beheerder van een ijzerwarenhandel en verschafte zich zo de gelegenheid brandkasten te bestuderen, welke kennis hem bij tal van inbraken van pas kwam. Ook organiseerde hij een buitengewoon goed opgezet netwerk voor de afzet van gestolen goederen, waaronder aandelen en diamanten, via effectenmakelaars en handelaren, onder meer te Amsterdam. Het meest bekend werd Jacob echter door de verplichting die hij zijn kompanen oplegde om minstens 10% van de opbrengsten van elke operatie af te staan ‘voor de goede zaak’. Achteraf bleek dat Jacob ook grote sommen geld overmaakte aan anarchistische organisaties, onder meer in Spanje.
Marius Jacob hield nauwelijks geld voor zichzelf over en leefde bijzonder sober. Hij werkte uitsluitende samen met anarchisten die zijn opvattingen deelden en had geen banden met de georganiseerde misdaad. Hij trad vaak vermomd op en gebruikte schuilnamen. Soms liet hij bij zijn inbraken een briefje met een humoristische tekst achter. Hij beroofde nooit mensen met "nuttige" beroepen, zoals artsen, docenten of kunstenaars. Ooit pleegde hij per vergissing een inbraak in de woning van de schrijver Pierre Loti. Toen hij ter plekke zijn fout inzag, liet hij alles netjes staan en liet 10 frank achter als vergoeding voor de gebroken ruit, plus een briefje waarin stond dat hij niets wilde nemen van iemand die van zijn pen leefde.
De geruchten over de inbreker die stal van de rijken en gaf aan de armen deden al snel de ronde. Opmerkelijk was dat Jacob deze beeldvorming zelf mede organiseerde via het grotendeels door hemzelf gefinancierde tijdschrift Germinal. Andere kranten en bladen namen de berichtgevingen van Germinal met graagte over. Tegen de tijd dat Jacob gearresteerd werd, was hij uitgegroeid tot een ware volksheld.

### Arrestatie en veroordeling
Op 22 april 1903 werd Jacob met twee medeplichtigen gearresteerd na een schietpartij in Abbeville, waarbij een politieagent gedood en een ander gewond werd. Het was de enige keer dat zoiets gebeurde: de bende gebruikte nooit geweld, behalve om zich te verdedigen tegen de politie. Daarop volgde de snelle ontmanteling van zijn organisatie. 
In 1905 verscheen hij voor een assisenhof, met een jury die bedreigingen kreeg van anarchisten. Het proces in Amiens verliep met indrukwekkende veiligheidsmaatregelen en trok grote belangstelling. Jacob, die van 156 misdrijven werd beschuldigd, verweerde zich door zich, net als eerder Ravachol, Henry en Vaillant, te beroepen op anarchistische beginselen. “Het is duidelijk dat de rijken armer gemaakt moeten worden en de armen rijker”, stelde hij, “en dit kan alleen bereikt worden als we een systeem aanleggen waarbij op grote schaal diefstallen worden gepleegd”. In zijn slotverklaring: “Op zich keur ik diefstal niet goed, maar ik heb diefstal alleen gebruikt om de meest onrechtvaardige diefstal te bestrijden: het persoonlijke eigendom.”
Omdat Jacob zelf niemand had gedood, ontsnapte hij aan de doodstraf. Wel werd hij tot levenslange dwangarbeid veroordeeld, een aantal van zijn mededieven tot twintig jaar dwangarbeid en zijn vriendin Rose Roux kreeg vijf jaar gevangenisstraf.

### Later leven
In 1906 werd hij gedeporteerd naar het bagno van Frans-Guyana om zijn straf uit te zitten. Ondanks de verschrikkelijke omstandigheden waarin de dwangarbeiders leefden, wist hij zijn moreel hoog te houden. Hij las bijzonder veel. Hij probeerde liefst 19 keer te ontsnappen en zat in totaal elf jaar in strafcellen. 
In 1927 werd hij vrijgelaten na een campagne van de journalist Albert Londres tegen de strafkolonie in Guyana. Hij ging werken als kermisexploitant en vestigde zich in Reuilly, een dorp in Midden-Frankrijk, waar hij woonde samen met zijn moeder, die hem altijd gesteund had, en een jongere vrouw met wie hij later trouwde. Hij bleef zijn hele leven lang een overtuigd anarchist. Hij werkte mee aan verscheidene anarchistische bladen. In 1936 ging hij naar Barcelona, waar hij zich inzette voor de Spaanse anarchistische vakbond CNT, maar keerde naar Frankrijk terug toen hij besefte dat de anarchisten in de Spaanse Burgeroorlog in een hopeloze toestand verkeerden. 
In 1954, toen hij al een tijd weduwnaar was en zijn krachten achteruit voelde gaan, benam hij zich het leven, na eerst een feestje voor arme kinderen in Reuilly te hebben georganiseerd. Hij was bijna 75 jaar oud. 
Verschillende van zijn geschriften werden later uitgegeven. Zijn huis in Reuilly kan nog altijd worden bezocht. 

## Invloed op Maurice Leblanc
Er is vaak beweerd dat Marius Jacob model stond voor de gentleman-inbreker Arsène Lupin, de figuur uit de romans van de Franse schrijver Maurice Leblanc. Vast staat dat Leblanc aanwezig was op zijn proces in 1905. Twee jaar later publiceerde deze zijn eerste novelle getiteld De arrestatie van Arsène Lupin, gentleman-inbreker.  
Sommige Leblanc-kenners spreken dat evenwel tegen. Leblanc zelf heeft ontkend dat hij zich door Jacob heeft laten inspireren. In tegenstelling tot Jacob is Arsène Lupin een "man van de wereld", die voortdurend in rijke middens verkeert, een luxeleven leidt en vrouwen versiert.